# Salwa Castelo-Branco
Salwa Castelo-Branco (Cairo, 1950) é uma etnomusicóloga e professora luso-egípcia, radicada em Portugal desde 1982. Fundou o Instituto de Etnomusicologia da Universidade Nova de Lisboa. 

## Percurso
Salwa El-Shawan Castelo-Branco nasceu no dia 1 de Maio de 1950 no Cairo.
Estudou piano no Conservatório do Cairo e na Manhattan School of Music onde foi aluna de Constance Keane. Ela estudou musicologia na Universidade de Columbia, onde se doutorou em 1980.
Leccionou na Universidade de Nova Iorque, lá criou e desenvolveu o curso de Etnomusicologia Urbana. Nos Estados Unidos, conheceu e casou-se com o físico português Gustavo Castelo Branco, com quem veio para Portugal no inicio da década de 80.
A partir de 1988 passou a dar aulas na Faculdade de Ciências Sociais e Humanas da Universidade Nova de Lisboa, tendo ocupado o cargo de chefe do departamento de musicologia, de 2005 a 2007. Fundou o Instituto de Etnomusicologia (INET - Centro de Estudos em Música e Dança) da Universidade Nova de Lisboa, em 1995.
Foi editora-chefe da Enciclopédia da Música em Portugal no século XX, publicada em 2010 e constituída por 4 volumes.  Esteve também envolvida na candidatura do fado a património Imaterial da Humanidade da UNESCO. 

## Prémios e Reconhecimento
Foi distinguida com: 
1997 - Medalha de Mérito Cultural da Câmara Municipal de Cascais
2010 - Prémio Pró-Autor da Sociedade Portuguesa de Autores
2012 - Medalha de Mérito Cultural grau ouro da Câmara Municipal de Lisboa 
2013 - Glarean Award para investigação em música da Sociedade Suíça de Musicologia 
2016 - Foi uma das cientistas homenageadas pelo Ciência Viva na primeira edição do livro e exposição Mulheres na Ciência 